# Иван Тодоровић (писац)
Иван Тодоровић (Београд, 5. јул 1999) српски је писац, сценариста и активиста. Аутор је више трилер романа.

## Биографија
Рођен је 5. јула 1999. године у Београду. Детињство је провео у Младеновцу, а средњу школу завршава у Аранђеловцу. Студент је дигиталне уметности, смер филм, на Факултету за медије и комуникације. Свој први роман „Игре тајни” написао је са 16. година. Истоимени пројекат победио је на конкурсу United Media за сценарио или произведену ТВ серију. Поред тога написао је романе „Phoneutria” (номинован за НИН-ову награду), „Деца која су викала јагње” и „Кликбејт”. У својим делима обрађује друштвене теме попут наркоманије, силовања, ЛГБТ+ популације и проституције. Режирао је и писао сценарио за три филма: „Камен” (2019), „Смрт уме да воли” (2019) и „Прстен” (2020).

## Романи
- Игре тајни: мртва деца не лажу (2017)[5]
- Игре тајни 2: истина ће те закопати (2018)
- Игре тајни 3: два лица једне истине (2019)
- Phoneutria (2020)[6]
- Деца која су викала јагње (2024)
- Кликбејт (2024)